# Faustin Soulouque

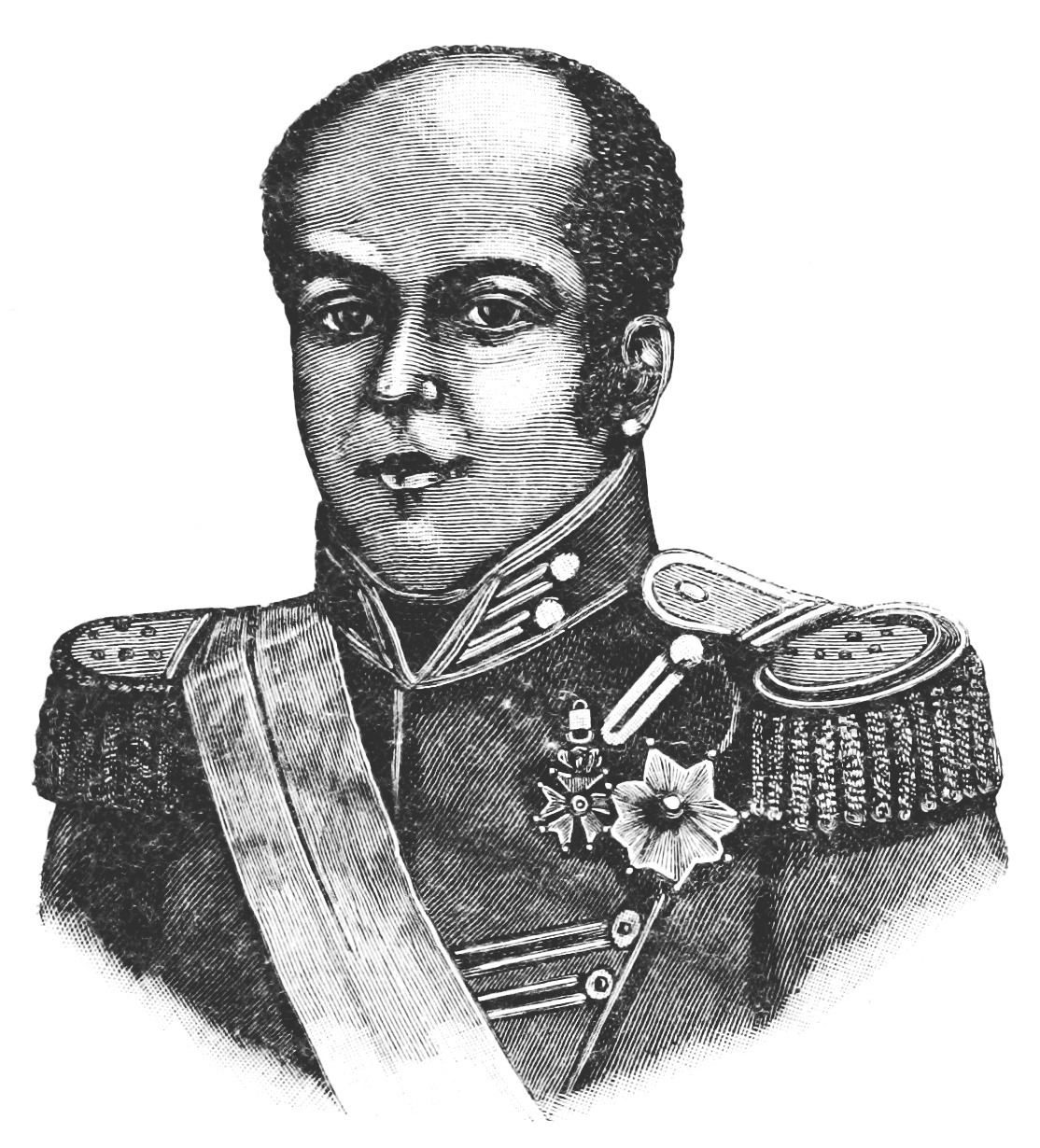
Faustin Soulouque als Präsident Haitis

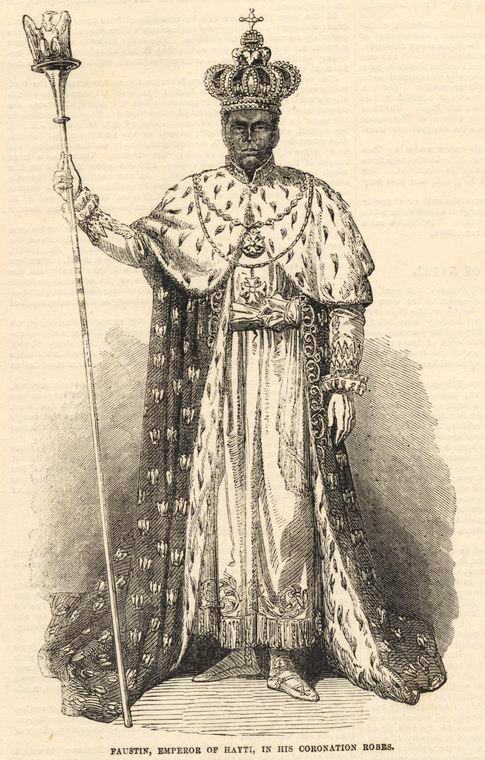
Darstellung von Faustin Soulouque in The Illustrated London News vom 16. Februar 1856

Faustin Soulouque (* 1782 im Distrikt Petit-Goâve, Haiti; † 4. August 1867 ebenda) war ein haitianischer Politiker und von 1847 bis 1849 Präsident sowie von 1849 bis 1859 als Faustin I. einziger Kaiser des Zweiten Kaiserreichs von Haiti.

## Leben
Faustin Soulouque wurde 1782 in Haiti als Sklave geboren. Als elf Jahre später 1793 die Sklaverei aufgehoben wurde, ließ ihn sein Besitzer frei.
Mit 22 Jahren bekam er 1804 eine Anstellung bei General Jean-Jacques Dessalines, dem ersten Kaiser von Haiti, später wurde er dessen Adjutant. 1810 diente Soulouque unter Präsident Alexandre Sabès Pétion als Leutnant. Als sein Dienstherr starb, wechselte Soulouque noch am selben Tag zu dessen Nachfolger Jean-Pierre Boyer.
Unter dessen Befehl avancierte Soulouque bald zum Hauptmann. 1843 folgte die Beförderung zum Oberst und schon kurze Zeit darauf zum General. In Folge betraute Boyer ihn mit der Führung der Präsidialgarde.
1846 übernahm Soulouque die Kommandantur von Port-au-Prince und wurde am 1. März 1847 nach dem Tod Jean-Baptiste Richés vom Senat zum Präsidenten der Republik gewählt. Da er weder lesen noch schreiben konnte, galt Solouque, politisch ein gänzlich unbeschriebenes Blatt, als völlig ungebildet und einfältig. Er schien daher ein idealer Exponent für die sogenannte politique de doublure („Stellvertreterpolitik“) zu sein, worunter man die Wahl schwarzer Präsidenten verstand, die von den Mulatten kontrolliert wurden. Zunächst schien Soulouque diese Aufgabe getreulich erfüllen zu wollen und richtete sich nach seinen mulattischen Beratern.
„Angesichts seiner langen Regierungszeit muss man jedoch annehmen, dass er, von den Zeitgenossen vollständig unterschätzt, schnell ein Bewusstsein für die Probleme und Machtverhältnisse seines Landes entwickelte.“ (Walther L. Bernecker) Soulouque dachte bald nicht mehr daran, die ihm zugedachte Rolle der Marionette weiter zu spielen. Am 16. April 1848 eskalierte der unterschwellige Machtkampf Soulouques gegen seine mulattischen Herren in Port-au-Prince in einem viertägigen Blutbad an der mulattischen Elite, die zu diesem Zeitpunkt möglicherweise schon an seiner Absetzung arbeitete.
Aus Angst vor weiteren Gräueltaten bedankte sich die Repräsentantenkammer am 3. Dezember 1848 öffentlich bei Diktator Soulouque für die Rettung von Vaterland und Verfassung. Ein Feldzug gegen die rebellischen Mulatten von Santo Domingo (das 1844 unabhängig geworden war) im März 1849 endete für Soulouque allerdings schmählich. Gleichwohl ließ sich Faustin Soulouque am 26. August desselben Jahres zum Kaiser ausrufen. Am 18. April 1852 ließ sich Soulouque als Faustin I. in der Hauptstadt gemeinsam mit seiner Ehefrau Adélina Lévêque in pompöser Weise krönen. Seine Inthronisierung verschlang den gesamten Staatsschatz; alleine die mit Diamanten besetzte Krone, welche Faustin sich auf das Haupt setzen ließ, kostete 100.000 Dollar. Seinen Hofstaat richtete Faustin I. nach dem Vorbild Frankreichs und Napoléons III. aus. Nach seiner Thronbesteigung stiftete Faustin I. die zwei Orden des heiligen Faustin für Militärpersonen sowie den Orden der Ehrenlegion für Zivilisten. Soulouque schuf sich seine eigene Aristokratie: „Vier Prinzen, 59 Herzöge und eine Unzahl von Grafen, Baronen und anderen geadelten Häuptern bildeten den vor allem in der Presse Frankreichs vielfach verspotteten ‚Inseladel‘.“
Soulouque war der erste Regierungschef seit der Unabhängigkeit, der dem Voodoo eine gleichrangige Stellung neben dem amtlichen Katholizismus einräumte, wobei allerdings beide in den religiösen Praktiken der einfachen Bevölkerung ohnedies innig verquickt wurden. Aus diesem Grund lehnte der Vatikan ein Konkordat mit Haiti entschieden ab. Als in Sodo eine Marienerscheinung gemeldet wurde, ließ Soulouque dort eine Wallfahrtskapelle errichten.
Seine drei Versuche, Santo Domingo zu unterwerfen, scheiterten ebenso wie die seiner Vorgänger. Faustin I. regierte absolutistisch und beutete das Land aus. Am 22. Dezember 1858 begann mit der Proklamation Haitis zur Republik ein Bürgerkrieg. Von Gonaïves aus begann General Fabre Geffrard seinen Marsch gegen Faustin I. Da der Diktator kaum Rückhalt in der Bevölkerung hatte, wurde er bereits am 15. Januar 1859 in der Hauptstadt Port-au-Prince verraten und verhaftet.
General Geffrard, der für seine Großzügigkeit bekannt war, ließ Faustin I. nach Jamaika emigrieren. Nach dem Sturz Geffrards 1867 erhielt er die Erlaubnis zur Rückkehr in die Heimat und starb dort im Alter von 85 Jahren am 4. August 1867 in Petit-Goâve.